# Atyusz nemzetség
Az Atyusz nemzetség ősi, Árpád-kori nemzetségeink egyike, melynek birtokai Zala megye északkeleti részén, az Eger-patak völgyében, Hegyesd környékén voltak.

## Története
Az Atyusz nemzetség első ismert őseként nem az 1190 körül élt I. (Nagy) Atyusz-t tekintik, hanem az 1296. évi oklevélben szereplő Csabát (1276-1296) és a nemzetség II. Bánd (1276-1296) nevű tagját a nemzetség legkiválóbb, legmagasabb méltóságra emelkedett tagját határozzák meg "de genere Oghus bani" jelzővel, annak ellenére, hogy a nemzetség nem tőle, hanem legalábbis ismeretlen nevű nagyapjától származhatott. 
A nemzetség nevét eleinte "Oghuz", Ochuz" alakokban írták, azonban a 14. század második felétől nevét már Athyuz alakban kezdték írni.
A nemzetség vára volt Szentmiklós vára Tornyiszentmiklós volt, mely  I. Atyusz ágához köthető, melyet az ág kihalta után rokonai: II. Bánd, Csaba, II. Dénes és László szereztek meg.
A nemzetség ősi birtokai közé tartoztak többek között Bánd, vagy más néven Seg, a későbbi Essegvár Veszprémtől nyugatra, valamint Pécsöly és a Tótvázsonnyal határos Hidegkút is, de a Kál völgyében is voltak birtokaik.
Szerzett birtokai voltak Zalaegerszegtől délnyugatra is, valamint Körös- és Zágráb megyékben, de az övék volt egy ideig Zala megyében Szigliget is. 
Az Atyusz nemzetség monostora az Almádi monostor volt, melynek egyúttal a kegyura is a nemzetség volt. Az egykori monostor Zala megyében, Hegyesd környékén, Monostorapáti mellett állt, s nevét a Hegyesd közelében fekvő egykori Almád településről kapta.
A Boldogságos Szűz Mária és Mindenszentek nevére felszentelt egykori apátság magánalapítású bencés monostorként működött, az Atyusz-nemzetségből származó Bánd alapította 1117-ben. A Bánd által alapított monostort, mivel Bánd hamar elhunyt, két fia, Atyusz és Miske építtették fel.
Az 1121-ben elkészült monostor régészeti kutatásakor megállapították, hogy az a fennmaradt falrészletek szerint egy 30 méter hosszú, 15 méter széles, kéttornyú, háromhajós épület volt, és valószínű, hogy egy beomlott és feltöltődött altemplom is állt itt.

## A nemzetség birtokai
Az Atyusz nemzetség különböző ágainak birtokai is Zala megye környékén voltak. Öröklött birtokaik közé tartozott többek között Bánd, vagy más néven Seg, a későbbi Essegvár Veszprémtől nyugatra, valamint Pécsöly és a Tótvázsonnyal határos Hidegkút is.
A nemzetségnek szerzett birtokai voltak Zalaegerszegtől délnyugatra és Körös-, Zágráb megyében, valamint egy ideig birtokaik közé tartozott Szigliget is.

## A nemzetség nevezetesebb tagjai
- Atyusz nembeli Atyusz
- Atyusz nembeli Salamon